# Projektfinanzierung
Als Projektfinanzierung (englisch project finance) wird im Finanzwesen die strukturierte Finanzierung eines Projektes bezeichnet, das wirtschaftlich und meistens auch rechtlich von einer selbständigen Projektgesellschaft durchgeführt wird.
Ein Projekt ist eine singuläre, zeitlich begrenzte und komplexe Aufgabe. Die Projektfinanzierung ist eine spezifische Finanzierungsform, welche die Finanzierung einer wirtschaftlich und rechtlich selbständigen Wirtschaftseinheit (Projektgesellschaft) durchführt, bei der der Schuldendienst für die aufgenommenen Kredite vorrangig aus dem Cashflow dieses Projektes getragen wird. Es handelt sich um eine Form der Kreditgewährung, bei der die Kreditzinsen und Rückzahlung (Schuldendienst) der Kredite weitgehend oder ausschließlich aus den Erträgen eines spezifischen Projekts erfolgen.

## Ursprung
Der Ursprung der heutigen Projektfinanzierung liegt in der um 1930 in den USA aufgekommenen Finanzierungsmethode für die Finanzierung der Exploration von Erdölvorkommen (englisch production payment financing). Die US-Banken orientierten sich nicht an der Bilanz der Explorationsgesellschaften, sondern bauten ihre Kreditentscheidung auf den erwarteten Erdöl-Einnahmen auf und rekurrierten die Erdölvorkommen als Kreditsicherheit.

## Projektstruktur
Ein Projekt im Sinne der Projektfinanzierung ist ein Vorhaben, das vor allem durch einen hohen Kapitalbedarf, Einmaligkeit und besondere Zielvorgaben gekennzeichnet ist. Beteiligte im Projekt sind die Sponsoren (Investoren), die das Eigenkapital in eine meist selbständige Projektgesellschaft mit der Rechtsform einer Kapitalgesellschaft einbringen und dort das Projektmanagement übernehmen, die Kreditgeber (Kreditinstitute, Investmentfonds oder Versicherungsunternehmen) mit ihren Krediten als Fremdkapital in der Projektgesellschaft und die Projektgesellschaft selbst. Durch die Kreditgewährung an die Projektgesellschaft vermeiden die Sponsoren eine Belastung ihrer eigenen Bilanz durch die Fremdfinanzierung (Off-balance-sheet-Finanzierung), wodurch eine Risikoallokation des Finanzrisikos auf die Kreditgeber stattfindet.

## Merkmale
Typischerweise besitzt eine Projektfinanzierung die folgenden Merkmale:
- Cashflow-orientierte Kreditvergabe (englisch Cash-flow-related-lending),
- Explizite Risikoteilung (englisch Risk-sharing) und
- Bilanzexterne Finanzierung (englisch Off-balance-sheet-financing).

Cash-flow-orientierte Kreditvergabe
Aus der hohen Spezifität projektfinanzierter Vorhaben folgt im Vergleich zur Höhe der Anschaffungskosten regelmäßig ein unverhältnismäßig niedriges Liquidationserlöspotenzial. Beispielsweise ist anzunehmen, dass im Fall der vorzeitigen Beendigung eines baulich bereits fertiggestellten Infrastrukturprojekts nur sehr geringe Resterlöse aus dem Verkauf der Einzelgegenstände des Sachanlagevermögens zu erwarten sind. Bei Projektfinanzierungen stehen deshalb als Sicherheit für die Rückzahlung der gewährten Kredite nicht die Projektaktiva und ihre potenziellen Zerschlagungswerte im Vordergrund der Kreditentscheidung, sondern die Fremdkapitalgeber orientieren sich primär an der Schuldendienstfähigkeit der für die Zukunft erwarteten Cashflows. Im Gegensatz zum traditionellen Balance-sheet-related-lending beziehungsweise Asset-based-financing spielt demnach das bilanzierte Vermögen der Projektgesellschaft nur eine untergeordnete Rolle. Ein wesentliches Risiko für die Kreditgeber in einer Projektfinanzierung stellt das Fertigstellungsrisiko dar, denn das Projekt kann nur dann einen positiven Cashflow generieren, wenn es fertiggestellt wird und somit seinen bestimmungsgemäßen Betriebszweck erfüllt.
Explizite Risikoteilung
Die Risikoteilung beschreibt die Aufteilung der Projektrisiken zwischen den verschiedenen Projektbeteiligten. Nach dem generellen Effizienz-Prinzip der Risikoallokation sollten die einzelnen Projektrisiken möglichst den Beteiligten zugewiesen werden, die diese aufgrund ihres Einzelrisiko-bezogenen Know-hows am besten handhaben können. Das versucht die Projektfinanzierung umzusetzen, indem direkt mit einer Projektleistung zusammenhängende Risiken dem jeweiligen Träger der Leistung überantwortet und die verbleibenden Refinanzierungsrisiken phasenbezogen den Eigen- und Fremdkapitalgebern sowie Dritten zugewiesen werden. In Abhängigkeit von der projektspezifischen Risikosituation und der Risikobereitschaft der Finanziers kann das prospektiv ausgerichtete Cash-flow-related-lending mit zusätzlichen Rückgriffsrechten (englisch recourse) der Kreditgeber gegenüber den Eigenkapitalgebern ausgestattet werden. Dabei lassen sich die drei Stufen des Non-recourse-, Limited-recourse- und Full-recourse-financing unterscheiden.
Im Zuge der expliziten Risikoallokation lassen sich Eigenkapitalquoten erreichen, die vor allem für anglo-amerikanische Verhältnisse als ungewöhnlich gering einzustufen sind. Das Einzelinteressen-übergreifende Hauptanliegen der Risikoteilung besteht in der Etablierung einer Finanzierungsstruktur, die es den Projektbeteiligten ermöglicht, bei Eintritt projektinhärenter Risiken nicht zu einem sofortigen Abbruch des Gesamtprojekts gezwungen zu sein.
Bilanzexterne Finanzierung
Die Unternehmensgründung der Projektgesellschaft kann bei geeigneter Wahl der Beteiligungsquoten und Mitspracherechte dazu führen, dass bei den Sponsoren gemäß der für sie relevanten Rechnungslegungsvorschriften nur der jeweilige Anteil am Eigenkapital der Gesellschaft zu bilanzieren ist. Da sämtliche Projekt-Kredite bei dieser als Equity-Methode bezeichneten Art der Kapitalkonsolidierung ausschließlich in der Einzelbilanz der Projektgesellschaft ausgewiesen werden, entfällt für die Sponsoren eine im Zuge der Voll- oder Quotenkonsolidierung aufgrund der insbesondere im Vergleich zu US-amerikanischen Going-concern-Unternehmen unverhältnismäßig hohen Verschuldungsgrade von Projektgesellschaften eintretende Verschlechterung der passivseitigen vertikalen Bilanzstruktur. Da die Beteiligung an einer Projektgesellschaft lediglich At-Equity im Anlagevermögen auszuweisen ist, werden zusätzlich die horizontalen sowie die aktivseitig vertikalen Bilanzrelationen geschont. Allerdings kann dieser sogenannte Off-balance-sheet-Effekt aufgrund passivierungspflichtiger Eventualverbindlichkeiten aus dem Limited-recourse der Sponsoren aufgehoben werden. Die im Rahmen des Limited-recourse-financing entstehenden Haftungsverhältnisse sind zudem grundsätzlich im Anhang zu vermerken. Der Begriff des Off-balance-sheet-financing ist demnach nicht in seiner wörtlichen Absolutheit zu übersetzen, sondern als Phänomen besonders geringer Auswirkungen eines Eigenkapital-Engagements auf die Bilanz des Projektsponsors zu interpretieren.
Im Ergebnis ist deshalb festzuhalten, dass ausschließlich die Besonderheit der Finanzierung einer wirtschaftlich und zumeist rechtlich abgrenzbaren, sich selbst refinanzierenden Wirtschaftseinheit von begrenzter Lebensdauer, das Cash-flow-related-lending sowie das Risk-sharing als konstituierende Merkmale der Projektfinanzierung anzusehen sind. Das Off-balance-sheet-financing besitzt lediglich differenzierenden Charakter.

## Arten
Ob und inwieweit die Finanzrisiken beim Kreditgeber verbleiben, wird durch die Finanzierungsart bestimmt.
- Rückgriffslose Projektfinanzierungen (englisch non-recourse): Die Kreditgeber erhalten den Schuldendienst nicht von den Sponsoren, sondern er wird vollständig durch die Free Cash Flows der Projektgesellschaft erbracht. Im Falle nicht ausreichender Cashflows besteht nur Rückgriff auf deren Kreditsicherheiten.
- Rückgriffsbeschränkte Projektfinanzierungen (englisch limited-recourse) lassen den begrenzten Rückgriff des Kreditgebers auf das Vermögen des Sponsors oder anderer Beteiligter zu und begrenzen die Haftung auf einzelne Projektphasen.
- Der unbegrenzte Rückgriff (englisch full-recourse) kommt selten vor und ermöglicht die vollständige Haftung des Sponsoren im Falle unzureichender Cashflows.[9] Dies entspricht nicht dem Ziel einer Projektfinanzierung, zumal der Sponsor keine echte Entlastung seiner Bilanz erhält (seine Haftung führt zu bilanzierungspflichtigen Eventualverbindlichkeiten).

In den beiden ersten Fällen wird das Kreditrisiko vollständig von den Kreditgebern getragen; es findet eine Risikoallokation vom Sponsor auf die Kreditgeber statt. Der Schuldendienst wird ganz oder teilweise von anderen Beteiligten getragen. Dies wird durch Vertragsgestaltung in den Kreditverträgen sichergestellt.
Aus der Finanzplanung des Projektes muss sich ergeben, dass der von der Projektgesellschaft erwirtschaftete Cashflow während der Projektlaufzeit in jeder Projektphase mindestens den Schuldendienst der Kreditgeber deckt und auch eine lediglich temporäre Illiquidität ausgeschlossen ist. Dessen ungeachtet werden die Kredite vollständig aus dem Vermögen der Projektgesellschaft durch Kreditsicherheiten unterlegt, um das Rückzahlungsrisiko der Kreditgeber zu minimieren. Hierdurch wird auch erreicht, dass Dritte hierauf keine Zugriff bekommen können (englisch ring fencing).

## Projektrisiken
Als Projektrisiken wirken sich folgende Risikoarten auf die Projektfinanzierung aus:
- Fertigstellungsrisiko ist das Risiko einer nicht termin- oder budgetgerechten Errichtung oder Erweiterung des finanzierten Projekts.[13]
- Das Betriebsrisiko ist das Risiko, dass eine Projektgesellschaft ihre Produkte oder Dienstleistungen aus betrieblich-technischen, wirtschaftlichen oder zwingend rechtlichen Gründen nicht oder nicht rechtzeitig oder fehlerhaft erbringen kann.
- Finanzierungsrisiko sind alle Risiken, die mit der Projektfinanzierung verbunden sind.[14]
- Finanzrisiko sind alle Risiken eines Projekts, die ihren Ursprung im Finanzbereich haben und sich unmittelbar auf die Gewinn- und Verlustrechnung auswirken.
- Das Marktrisiko erwächst der Projektgesellschaft durch negative Veränderungen des Marktwerts oder sonstiger Marktdaten auf einem Markt.
- Politisches Risiko (bei Auslandsbezug) sind alle Gefahren, die sich aus der Politik eines Staates auf privatwirtschaftliche Verträge auswirken können.
- Höhere Gewalt liegt vor, wenn ein unabwendbarer Zufall als schadenverursachendes Ereignis einwirkt (objektive Voraussetzung) und das Ereignis auch durch die äußerste, in vernünftiger Weise noch zu erwartende Sorgfalt nicht hätte vermieden werden können (subjektive Voraussetzung).[15]

Bis auf die höhere Gewalt lassen sich die übrigen Projektrisiken durch Risikobewältigung minimieren oder ausschließen.

## Wirtschaftliche Aspekte
Projektfinanzierung gibt es vor allem in kapitalintensiven Wirtschaftszweigen wie unter anderem der Exploration von Rohstoffvorkommen, Energieversorgung, Errichtung von Großanlagen wie Kraftwerken oder Pipelines, Telekommunikation, Verkehrsinfrastruktur oder der Durchführung von Forschungsprojekten. Wichtigste, hierbei anwendbare Varianten der Projektfinanzierung sind das Betreibermodell und das Konzessionsmodell.
Die Projektfinanzierung unterscheidet sich von der Unternehmensfinanzierung wie folgt:
| Kriterium                          | Unternehmensfinanzierung                                                   | Projektfinanzierung                                       |
| ---------------------------------- | -------------------------------------------------------------------------- | --------------------------------------------------------- |
| Bestimmungsgründe der Finanzierung | Relationship Banking Kapitalstruktur, Kostenstruktur                       | Cashflows aus dem Projekt                                 |
| Kreditsicherheiten                 | vom Unternehmen oder Sicherungsgebern                                      | von der Projektgesellschaft                               |
| Bilanzierung                       | Bilanz des Unternehmens                                                    | Bilanz der Projektgesellschaft                            |
| Financial leverage                 | Verschuldungsgrad ist abhängig von den Schuldenkennzahlen des Unternehmens | Verschuldungsgrad ist abhängig vom Cashflow des Projektes |

Aus Sicht der Betriebswirtschaftslehre handelt es sich bei geschlossenen Investmentfonds (wie Medienfonds und Schiffsfonds) stets um Projektfinanzierungen. Das gilt auch für öffentlich-private Partnerschaften und für Zweckgesellschaften, die als Projektgesellschaften fungieren.

## Internationale Projektfinanzierung
Kreditinstitute übernehmen das Unternehmerrisiko von internationalen Großprojekten (wie bei Brücken-, Staudamm- oder Flughafenbauten), an denen als Vertragsparteien mindestens zwei Staaten beteiligt sind. Zu den typischen inländischen Projektrisiken treten noch das politische Risiko (englisch political risk), Preisrisiko (englisch price risk), Transferstopprisiko (englisch transfer stop risk) und Währungsrisiko (englisch foreign exchange risk) hinzu, die teilweise durch Versicherungen (Exportkreditversicherung) oder Risikoüberwälzung minimiert oder ausgeschaltet werden können.